# 君津モータースクール
君津モータースクール（きみつモータースクール）は、富士交通グループの富士産業株式会社が運営する千葉県君津市にある千葉県公安委員会指定の自動車教習所。

## 所在地
- 千葉県君津市下湯江9-1

## 教習車種
- 大型自動車
- 中型自動車
- 大型特殊自動車
- けん引車
- 普通自動車 (MT,AT)
- 大型自動二輪車 (MT,AT)
- 普通自動二輪車 (MT,AT)
- 小型限定自動二輪車 (MT,AT)
- 各種限定解除・ペーパードライバー
- 企業向安全講習

## アクセス
- JR君津駅ほか、ドアtoドア無料送迎バス有り。
- JR君津駅から君津市コミュニティバス「小糸川循環線・内回り」に乗車し、「自動車学校前」で下車。

## 富士交通グループ
- 富士交通株式会社（東京都北区栄町3-1）- タクシー事業
- 富士産業株式会社 - 教習所事業
  - 竹の塚モータースクール（東京都足立区竹の塚）
  - 君津モータースクール
  - 高崎モータースクール（群馬県高崎市浜川町）
- 富士オートガス株式会社（東京都荒川区西日暮里5丁目3-1） - LPGスタンド運営事業